# Гіндешть (Флорештський район)
Гіндешть (рум. Ghindești) — село у Флорештському районі Молдови. Адміністративний центр однойменної комуни, до складу якої також входять села Гиртоп, Цира та Цира.
У селі народився відомий російський чорносотенець Павло Крушеван. 

## Населення
За даними перепису населення 2004 року у селі проживали 1528 осіб.
Національний склад населення села:
| Національність   | Кількість осіб | Відсоток   |
| ---------------- | -------------- | ---------- |
| молдавани румуни | 1455 1         | 95,2% 0,1% |
| українці         | 38             | 2,5%       |
| росіяни          | 29             | 1,9%       |
| цигани           | 3              | 0,2%       |
| болгари          | 1              | 0,1%       |
| поляки           | 1              | 0,1%       |
| Всього           | 1528           | 100%       |